# Inspecteur Arglistig
Inspecteur Arglistig is een fictieve politieman, die voorkomt in een reeks boeken van de Kluitman-jeugdserie van de Rotterdamse schrijver en politieman Wim van Helden. De illustraties werden verzorgd door Gerard van Straaten en later door Herry Behrens.  

## Achtergrond
De verhalen speelden zich af in Rotterdam tussen 1960 en 1982 maar waren vergeleken met de boeken van Commissaris Achterberg van dezelfde schrijver anders van toon. Hier geen scholieren voor de identificatie, maar een jonge inspecteur (in het eerste deel de bankrovers wordt echter gesproken over een al wat oudere inspecteur) die wordt geconfronteerd met allerlei zaken zoals driemaal een bankroof, wapensmokkel, overval op een geldtransport, kunstroof, juwelenroof, treinoverval, goudroof uit een vliegtuig, zilverroof uit een coaster, een gestolen fabrieksgeheim en smokkel van verdovende middelen. Wel was in het eerste en derde deel nog sprake van een jongen die vergelijkbaar was met Bram en Eddy bij commissaris Achterberg t.w. Sjef van Laren bij de Bankrovers en Hans van Houten bij het verdwenen geldtransport. De rol van de laatste was vrij gering.
Arglistig is de bijnaam van de inspecteur die eigenlijk Van Veen heet. De bijnaam is ontstaan doordat inspecteur van Veen in de strijd tegen de misdaad listig tegenspel speelde, zelfs erg listig tegenspel waarbij de bijnaam "Erglistig" ontstond en dit werd door de onderwereld, maar later zelfs ook door zijn collega's, verbasterd tot Arglistig. Hij is een gewone politieman, maar in het boek De wapensmokkelaars laat Van Helden hem opereren als een soort geheim agent. Hij is niet getrouwd en woont nog bij zijn moeder. Hij rijdt in een mini die hij Mina noemt vanwege de ouderdom.

## Nevenpersonages
Hij heeft twee vaste medewerkers, te weten adjudant van Huffelen bijgenaamd Opa (vanwege zijn kleinkinderen) en rechercheur Ben. Opa is een ervaren politieman die tegen zijn pensioen aanloopt en bijna alle misdadigers persoonlijk kent. Ben is een jonge rechercheur.
In het deel Het gestolen fabrieksgeheim werkt hij samen met politieman Toontje omdat opa en Ben verhinderd zijn. Dit boek is een bewerking van het eerder verschenen Het Coster-mysterie dat Van Helden speciaal voor het Rotterdamse kledingmagazijn van Gebroeders Coster schreef. Hierin heet de hoofdpersoon inspecteur Bouillon, bijgenaamd Soep, voor de rest zijn de personages hetzelfde. Bij de latere bewerking is de naam Coster vervangen door Klerk.
In de delen gaat het nooit om moord maar altijd om overvallen, inbraken e.d.

## Verschenen boeken
Er zijn in totaal 12 boeken in deze reeks verschenen. Het eerste deel verscheen in 1960 en het voorlaatste deel in 1974. Daarna kwam in 1982 het laatste deel uit en dit boek is duidelijk anders van opzet dan de andere boeken waarin de toen opkomende heroïneverslaving een rol speelde en een van de misdadigers een junk was.   
De (bij)namen van de verschillende personages zijn soms wat grappig. De volgende (bij)namen komen in de boeken onder andere voor:
- Inspecteur Arglistig en de bankrovers: De Baas, Bill en de Chauffeur
- Inspecteur Arglistig en de wapensmokkelaars: Janus Vet, Mi-Ling, Kapitein Sullivan, John, het Opgeblazen gezicht, Pedro en de Dikke leider
- Inspecteur Arglistig en het verdwenen geldtransport: Lange Willem, Juwelen Harry, de Neus, Gerrit en Joe Vingervlug
- Inspecteur Arglistig en de schilderijenzwendel: Le Patat, de Artiest, monsieur Cheval, Stuart en Maurice
- Inspecteur Arglistig en de schatgravers: Tonia, Matje, Nelis (bijgenaamd het brandertje) en koperen Sammy (afgekort KS)
- Inspecteur Arglistig en de overval op nachtposttrein 3037: Gerrit Bol, de Baas, de Slijmer, Jopie, Nelis en Sterke Chris
- Inspecteur Arglistig en de luchtpiraten: Big John, Patsy, klein Jantje en Teun
- Inspecteur Arglistig en het vermiste zilverschip: de Vlo (of voluit de Vlooienkoning), Bertus, Piet, de Manke, Jan Tabak en Mijnheer Poot
- Inspecteur Arglistig en het gestolen fabrieksgeheim (eerder verschenen als Het Coster-mysterie): Pierre, Mia, de Dwerg, Jules en Verbist
- Inspecteur Arglistig en de smokkelkoning: de Smokkelkoning, Vergulde Jopie, Koerd en Chris de tekenaar
- Inspecteur Arglistig en de kluizenkrakers: Goof Geluk, Toon de Bonk, de Sik en Leendert (Goof's eeneiige tweelingbroer)
- Inspecteur Arglistig en het bankmysterie: de Baas, de Stier, Marietje en de Prof

## Fictieve zaken
In de boeken komen geregeld fictieve zaken voor. Vooral bij andere landen verzon van Helden deze landen, steden, rivieren en talen om verwarring met echte landen uit te sluiten. Maar de meeste zaken zijn niet fictief en gewoon Rotterdams. De volgende fictieve zaken kwamen in de boeken voor:
- In de bankovervallers wordt gesproken over de België-Holland bank die in de nacht van 30 op 31 februari 1960 wordt beroofd.
- In de wapensmokkelaars is sprake van het land Baronia, de rivier de Barozina, de inwoners zijn Baronen en men spreekt er Baroons.
- In het verdwenen geldtransport is sprake van de Germanenstraat op het Noordereiland die in werkelijkheid niet bestaat.
- In de schilderijenzwendel is sprake van het stedelijk museum in Rotterdam waar het beroemde schilderij van de Gravin van Spangen (bijgenaamd Tante Betje) met wratje op haar hand geschilderd door de Hollandse schilder Rijn van Steen zou hangen.
- In de schatgravers is sprake van de Waterstraat in Rotterdam en de Javastraat op Katendrecht. (De Javastraat bestaat wel in Rotterdam maar ligt op de rechter Maasoever aan de overzijde)
- In en de overval op nachtposttrein 3037 is sprake van MP3037 terwijl de motorposttreinen maar tot MP3035 gingen. Ook is er sprake van het Zuid-Amerikaanse land Salpetra.[2]
- In de luchtpiraten is sprake van het Afrikaanse land Nakanda.
- In het vermiste zilverschip is sprake van de Zuid-Amerikaanse rivier de Loguna en de plaats met haventje "Goeree" op  Goeree-Overflakkee
- In de smokkelkoning is sprake van het Oostblokland Solavia met als hoofdstad Solia en de munteenheid is de Solvitch. Voorts is er sprake van Helias, een land in het Midden-Oosten waarvan de inwoners Helezen zijn.
- In het bankmysterie is sprake van de RODAM-bank. Ook is er sprake van dat een professor het hardste staal met een speciaal ontworpen zaag kan doorzagen en dan met een speciaal ontworpen lijm weer onzichtbaar aan elkaar kan lijmen en dan met een speciaal ontworpen heteluchtapparaat weer kan losmaken.

## Trivia
- Op 29 mei 1985, 17 jaar na de eerste druk van "Inspekteur Arglistig en de overval op nachtposttrein 3037", vond daadwerkelijk een overval plaats op een motorpostrijtuig bij Abcoude.[3]